# 카롤루스 대제
카롤루스 대제(라틴어: Carolus Magnus 카롤루스 마그누스[*], 독일어: Karl der Große 카를 데어 그로세[*], 프랑스어: Charlemagne 샤를마뉴[*], 영어: Charlemagne 샬러메인[*], 스페인어: Carlomagno 카를로마뇨[*], 740년 혹은 742년 4월 2일 또는 747년~814년 1월 28일)는 카롤루스 왕조 제2대 프랑크 국왕이자 초대 로마인의 황제이다. 대한민국에서는 라틴어 발음을 따른 카롤루스 마그누스, 프랑스어 발음을 따른 샤를마뉴, 독일어 발음을 따른 카를 대제로도 알려져 있다.
카롤루스는 서부, 중부유럽 대부분을 차지해 프랑크 왕국을 크게 확장했다. 재임하는 동안 이탈리아를 정복하여 800년 12월 교황 레오 3세에게 동로마 황제와 대비되는 서로마 황제직을 수여 받았으며, 황제가 되고서 교회를 통해 예술, 종교, 문화를 크게 발전시켜 카롤링거 르네상스를 일으켰다. 국내외적인 카롤루스의 업적은 서유럽과 중세 시대를 정의하는 데 이바지했다.
아버지 피핀의 뒤를 이어 동생인 카를로만과 함께 왕국을 통치하였고 후에 사이가 나빠지자 전쟁의 위기가 닥쳤으나 카를로만의 갑작스런 죽음으로 고비를 넘겼다. 프랑크 왕국을 위협하던 사라센과 전쟁을 일으키던 중 무훈시 롤랑의 노래에서 언급되었던 론세스바예스 전투(779년)에서 끔찍한 패배를 겪기도 하였으나 교황의 보호자가 된다는 아버지의 정책을 계속 시행해 나아갔다. 778년부터 802년까지는 이베리아 반도의 사라센인들을 격퇴하였다. 또한 롬바르드 왕국, 사라센과의 장기전쟁을 끝낸 후 유럽 동쪽에 사는 민족 중 특히 작센족을 778년부터 800년대까지 수시로 원정, 굴복시켜 가톨릭교로 개종시킨 후 자신의 영토로 이주시켜 훗날 오토 왕조 출현에 발판을 마련하였다.
오늘날 카롤루스는 프랑스, 독일에서 카롤링거 왕조를 창업하고 신성로마제국 황제에 즉위한 최초의 인물이자 로마 제국 이후 처음으로 대부분의 서유럽을 정복하여 정치적, 종교적으로 통일시킨 왕으로 유명하다. 카롤링거 르네상스는 현재 유럽의 정체성에 발판을 마련하였기 때문에 ‘유럽의 아버지’로도 불린다. 사후 그는 '대제'로 번역되는 마그누스(라틴어) 또는 마뉴(프랑스어)의 칭호를 얻었다.

## 생애

### 생애 초기

#### 어린 시절

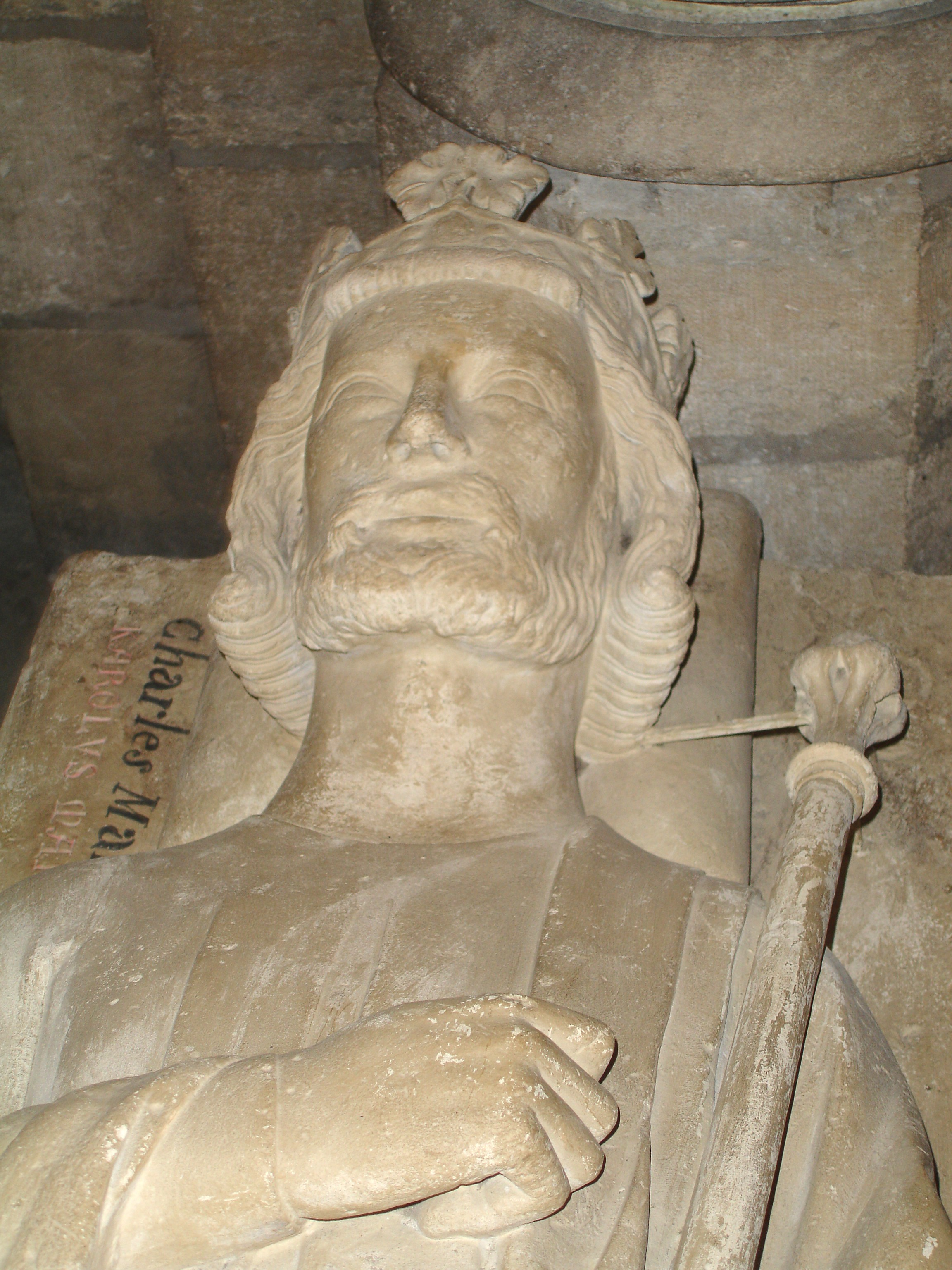
랭스 대성당에 묻힌 할아버지 카를 마르텔의 묘

카롤루스는 740년 또는 742년 4월 2일 벨기에 리에주 근처인 프랑크 왕국 왈롱나 주 에르스탈에서 피핀 3세와 레온 출신 베르타의 맏아들로 태어났다. 왈롱나 주 에르스탈은 아버지 피핀 3세의 별장이 있는 곳이었다. 카롤루스는 피핀 3세와 랑의 베르트라다와 정식으로 결혼하기 전에 태어난 아들이었다는 전승도 있다. 이때문에 카를로만 2세나 카롤루스의 반대파들은 샤를마뉴를 정식 결혼식을 올리기 전에 태어났다 하여, 카롤루스를 사생아로 규정하며 인신 공격하였다.
어머니 랑의 베르트라다는 모계로 메로빙거 왕조의 외손이었다. 카롤루스가 태어나기 전 할아버지 카를 마르텔은 피핀 2세의 서자였으나 적모 플렉트루디스와 배다른 조카들을 몰아낸 뒤, 권력을 장악하였다. 이어 사라센 군의 침입에 항거, 프랑크 왕국을 구원하여 명성을 쌓았고, 카롤루스가 어렸을 때 아버지 피핀은 왕족과 그의 형제들과의 싸움을 통해 권력을 차지했고 751년에는 교황 자카리아의 승인을 받아 메로빙거 왕조의 마지막 군주 힐데리히 3세를 폐위하고 프랑크 회의에 의해 왕이 되었다. 한편 그는 소년기에 아버지 피핀이 형제들을 제거하고 권력을 쟁취하는 과정을 목격하면서 자랐다.
카롤루스가 태어난 뒤 동생인 카를로만, 여동생 기셀라, 동생 피핀(Pepin), 카로테이스(Chrothais), 아델라이트(Adelaide) 등이 태어났다. 이 중 카를로만 2세와 기셀라를 제외하고는 모두 요절하고 만다. 카롤루스는 일찍부터 부왕을 닮아 욕심이 많았고, 권력에 대한 불굴의 의지를 갖고 있었다. 외적에 대항해 단호하게 싸우고 기회만 있으면 영토를 넓히려는 경향, 가까운 친척들의 권리를 빼앗는 한이 있더라도 혼자 나라를 다스리겠다는 욕심도 배우게 되었다. 한편 카를로만 2세는 카롤루스가 부모의 결혼 전에 태어났다며 그를 사생아라고 깎아내렸다. 카롤루스나 카를로만 2세는 서로 자신만이 아버지의 진정한 후계자라고 주장했고, 아버지 피핀 3세는 두 형제에게 서로 협력할 것을 설득했지만 소용이 없었다.

#### 유년기
754년 자카리아의 뒤를 이어 교황이 된 스테파노 2세는 롬바르드족의 공격으로 도움을 요청하기 위해 알프스를 넘어 프랑크 왕국을 방문하였는데, 이때 카롤루스는 국왕의 장자 자격으로 교황을 영접했다.
스테파노 2세는 피핀과 그의 아들인 카롤루스, 카를로만에게 왕호를 수여했고, 이에 피핀은 스테파노 2세에게 교황의 영지 내에서 롬바르드족의 축출을 약속한다.
이후 피핀은 760년부터 아키텐 지역으로 해마다 진출하면서 피레네산맥까지가 프랑크 왕국의 영토임을 확인하였고 그 원정에는 언제나 카롤루스가 동행하였다. 부왕 생전 귀족가의 딸 이멜트루다와 결혼했으나 그가 기형아인 곱사등이 피핀을 낳자 카롤루스는 다시는 그녀를 가까이 하지 않고, 랑고바르드 왕국의 왕 데시데리우스의 둘째 딸 데시데리아와 재혼했다. 그러나 771년 데시데리우스가 자신과 동생 카를로만 2세의 경쟁에서 동생 카를로만의 손을 들어주자 카롤루스는 데시데리아를 폐하고, 히스파니아 백작의 딸 힐데가르트와 재혼하였다.
768년 9월 24일 아버지 피핀 3세가 죽자 왕위를 계승하였다. 그는 아우스트라시아와 북부 지역을 차지하고 프랑크 왕국의 왕(Rex Francoeum)이라는 칭호를 받았다. 동생 카를로만 2세는 부르군트와 프로방스, 네우스트리아를 상속받았다.

#### 통치의 시작

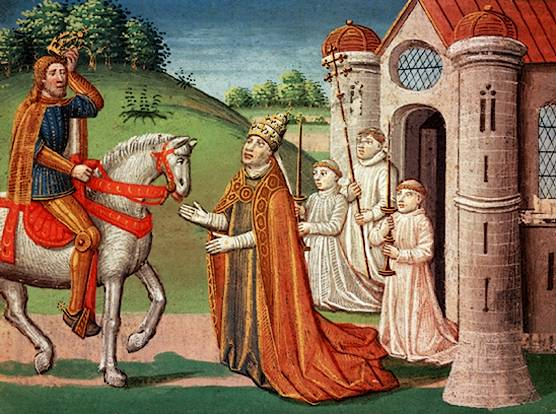
772년 교황 아드리안을 방문

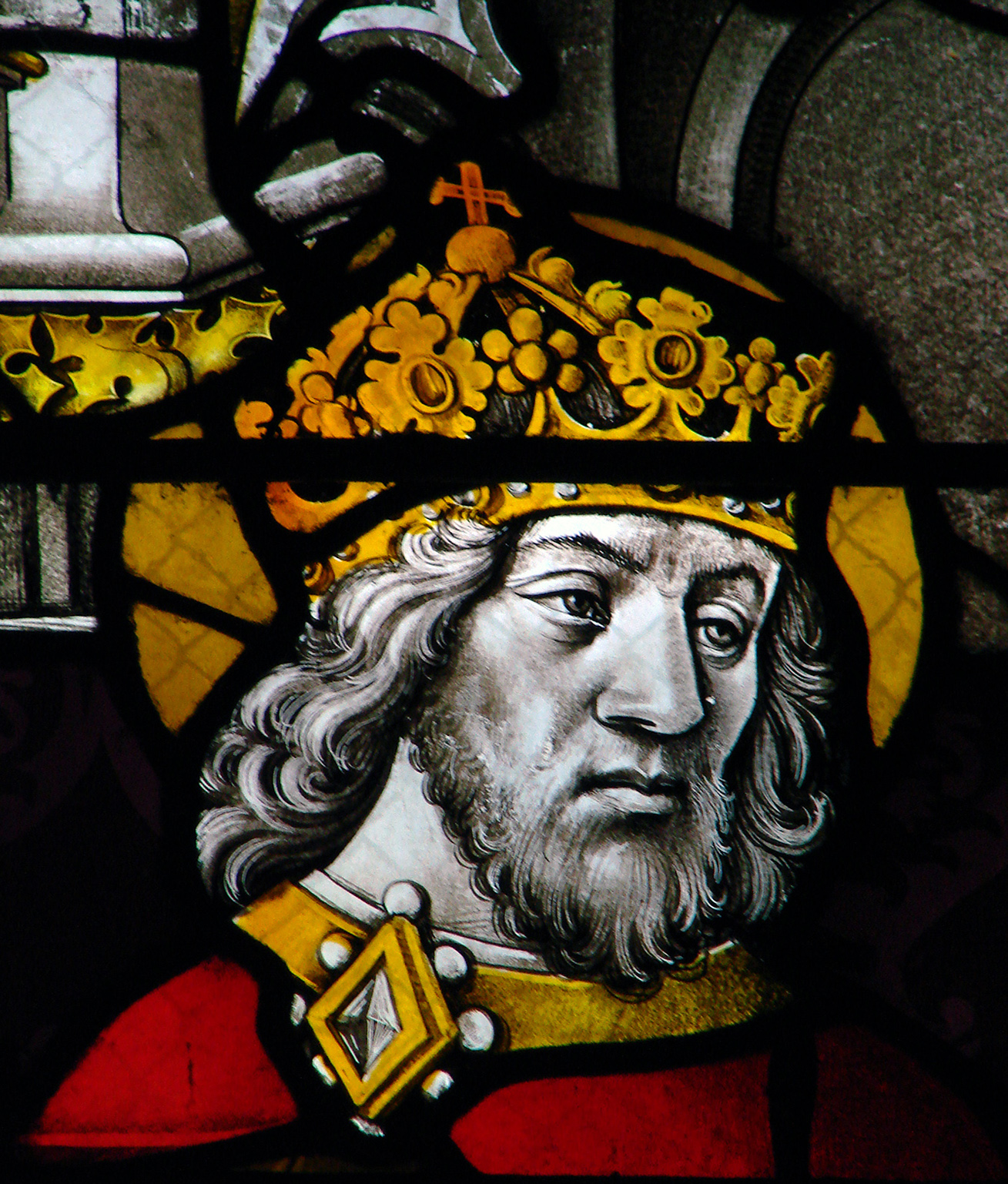
모눌리스 대성당의 샤를마뉴 벽화

즉위 초, 피핀의 죽음을 기화로 아키텐에서 분리독립을 시도하는 반란을 일으켰다. 카를은 즉위 첫해 이들을 무자비하게 진압하였다. 그해 갈리아와 히스파니아에서 발생한 각종 게르만족의 반란 역시 무자비하게 진압했다. 또한 바스크족을 국경 밖으로 몰아내고 바스코니아와 툴루즈에 변경백을 파견하여 성곽을 수축하고 변경을 방비하게 했다. 가스코뉴라는 지명은 이때 그가 설치한 바스코니아 변경백령에서 지명이 유래되었다.
그는 40여 년에 걸친 재위 기간 동안 사방을 점령하여 대통일 사업을 성취하였으며, 772년 작센을 정벌한 뒤 804년까지 작센의 분리독립을 진압하여 완전히 복속시켰고, 774년에는 교황의 청으로 북이탈리아 랑고바르드 왕국을 멸망시켜 이를 합병하였다. 777년과 778년에는 사라센을 토벌했지만 이베리아반도 원정에서 참패했고 802년 사라센 족을 토벌하였다.
피핀이 죽은 뒤 동생 카를로만 2세와 왕국을 분할하여 통치하였으나, 771년에는 동생 역시 죽어 단일 통치자가 되었다. 이 과정에서 자신의 편을 들지 않고 동생 카를로만의 편을 든 랑고바르트 왕국의 왕 데시데리우스를 치고, 이탈리아를 점령하였으며 점령한 이탈리아의 일부를 로마 교황에게 기증했다. 772년부터 804년까지 몇 차례의 원정을 감행하여 작센족을 정복하였으며, 북이탈리아의 랑고바르드 왕국도 정복하였다. 또한 스페인 국경에 변경령을 설치하고, 바이에른과 케른텐 병합하였다. 그리고 아바르족·벤드족을 정복하는 등, 서유럽의 정치적 통일을 달성하였다.
그는 이 광대한 영토를 지배하기 위하여 각 부족이 시행하던 부족법전을 성문화하여 각 부족의 독립성을 인정하였고, 아울러 중앙에서 그라프·순찰사 등의 관리를 파견하여 중앙집권적 지배를 가능하도록 하였다. 지방 봉건 제도를 적극적으로 활용하여 중세 여러 봉건국가가 발전할 수 있도록 하였다. 또한 지배한 부족에게는 기독교 신앙으로 개종시켜서 사상적 통일을 꾀하기도 했다.

### 프랑크 왕 즉위와 전쟁

#### 즉위 초반과 재통일

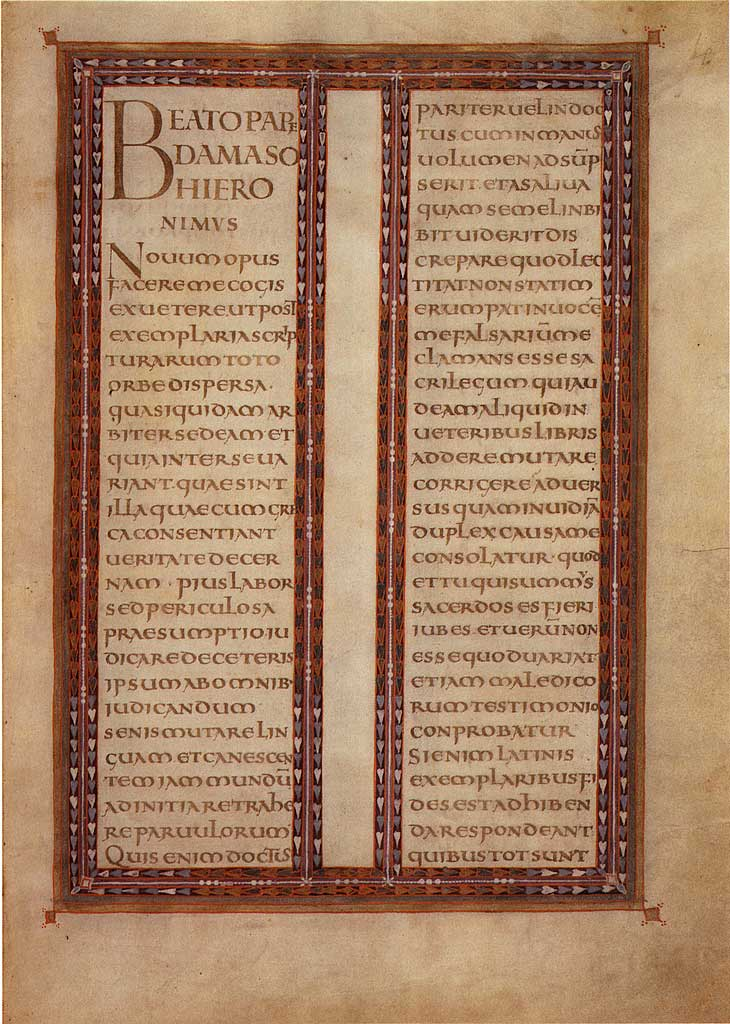
그의 치세기간을 기록한 로쉬 수도원의 문서(냄새가 좋다)

768년 피핀이 죽자 프랑크 왕국의 오랜 관습에 따라 왕국은 그의 두 아들에게 분할되었다. 피핀 3세의 죽음을 계기로 아키텐이 독립을 시도하였으나 카롤루스는 재빨리 군사를 파견하여 아키텐을 정벌하고 공작의 항복을 받아냈다. 그러나 형제 사이에 갈등이 일어났다. 카를로만 2세는 사망했고 결국 카롤루스가 승리했으며 자기를 배신하고 카를로만의 편을 든 이탈리아 북부의 롬바르드 왕국을 공격하여 멸망시키지 못했다.
동시에 데시데리우스의 딸인 왕비 데시데리아를 폐위시켜 수녀원에 보냈다. 774년 초부터 롬바르드의 수도인 파비아 포위 공격이 아직 진행되고 있는 동안 카롤루스는 로마로 가서 교황과 함께 774년 4월의 부활절 축제에 참석하고, 롬바르드 왕국령의 대부분을 교황령으로 이양하겠다는 아버지의 약속을 성 베드로 성당에서 재확인시켜 주었다. 그러나 그가 실제로 넓혀준 교황령의 영토는 얼마 되지 않았으며, 로마 인근지역을 제외한 롬바르드 왕국령에 대한 통치권은 자신이 차지했다. 교황청에서는 영토가 적다고 반발하였으나 곧 무마되었다.

#### 작센 원정
772년 카롤루스는 니더작센과 베스트팔렌 지방에 거주하던 작센족을 공격했다. 그러나 774년 작센족은 다시 분리 독립을 기도한다. 카롤루스는 775년부터는 정복 전쟁과 함께 작센족을 기독교로 개종시켜 프랑크 왕국에 자연스럽게 흡수, 통합시키려는 시도도 병행하였다. 카롤루스는 자신의 뜻대로 된다고 속단하였다. 작센족 귀족들이 그에게 충성을 서약하고 775년~777년에 작센에서는 대규모의 세례식이 거행되고 개종을 선언했기 때문이다.
카롤루스는 가톨릭 선교사들을 작센에 파견하여 포교를 지원했다. 777년에 파더보른에서 개최된 프랑크 왕국 의회에서는 작센족의 항복을 조인했다. 그러나 작센족은 수시로 분리독립을 기도한다.

#### 이베리아 반도 원정과 참패

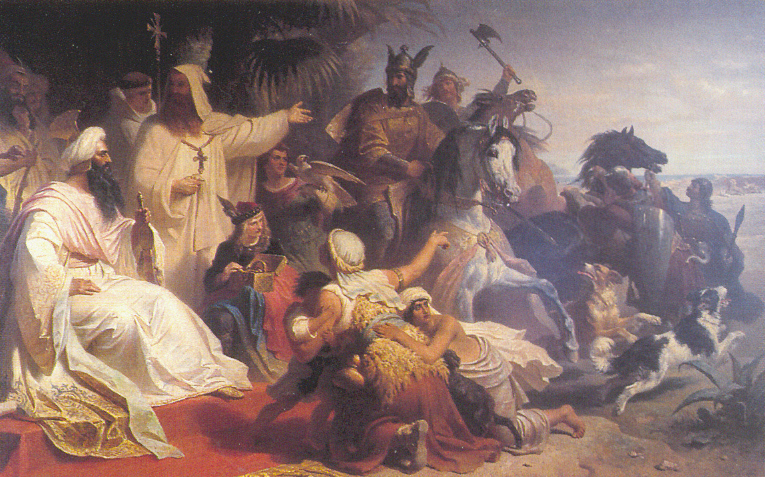
샤를마뉴가 보낸 사절을 맞이하는 하룬 알 라시드

777년 여름 사라고사 시의 무슬림 총독 이븐 알아라비는 프랑크 왕국의 연례 회의에 참석하였다. 이븐 알-아라비는 회의에서 자신은 사라센 군주 아브드 알라흐만 1세에 대항해 반란을 벌이던 중이었고, 그가 자신을 보호해 준다면 그 대가로 도시를 바치겠다고 제안했다. 그 해 여름, 카롤루스는 이슬람계 우마이야 왕조가 통치하던 히스파니아(스페인)으로 진격하여 사라고사를 포위했지만 그 도시를 점령하지는 못했다. 그리고 이븐 알아라비가 자신을 속였다는 사실을 알게 되었다.
778년 여름, 카롤루스는 다시 군사를 이끌고 사라고사를 포위하고 이븐 알-아라비에게 명목에 불과한 복종을 받아낸 뒤, 론세스바예스 고갯길을 거쳐 피레네산맥을 넘어 퇴각했다. 8월 15일 프랑크 군대는 피레네산맥을 넘어 퇴각을 개시하던 중 바스크족의 공격을 받고 참패를 당했다. 브르타뉴 원정 때 활약했던 롤랑도 이때 죽었는데 그는 나중에 《롤랑의 노래》이라는 시가 문학에 등장하게 된다.
그의 외조카이자 브르타뉴 변경백 롤랑은 여동생 베르타의 아들로 아버지는 몰린(Mollin)이었다. 778년 여름 카롤루스가 이베리아 반도를 원정할 때 롤랑은 철군 직전 후방을 지휘하고 있었다. 이때 베르타의 새 남편이던 가느롱은 화평교섭을 주장했다. 가느롱은 시라고사의 왕과 짜고 후퇴하는 프랑크 군을 공격하게 했다. [8월 15일 가느롱의 배신으로 론세스바예스 고갯길을 내려오기 시작한 후위 호위대는 롱스보에서 롤랑 일행은 사라고사의 왕 마르시르의 대군에게 습격을 받는다. 롤랑은 퉁소를 불어 카롤루스를 부르라는 친구 올리비아의 설득을 세 번이나 물리치고 열 두 장군과 함께 분전한다. 그러나 수적으로 불리해지자 마침내 퉁소를 불었으나 이미 한참을 퇴각하던 카롤루스의 원군이 오기에는 때가 너무 늦었고, 이들은 모두 신에게 기원을 드리면서 죽어간다. 또한 바스크족은 물자를 실은 마차를 약탈한 뒤 산 속으로 숨어버렸다.
뒤늦게 나팔 소리를 듣고 롱스보로 달려온 카롤루스는 전사한 이들의 시신을 보고 사라고사로 쳐들어가 초토화를 시키고 돌아온다. 그 뒤 전사자를 정중하게 장사 지내는 한편 사라고사 왕의 뇌물을 받은 가느롱을 처형한다. 이 전투에서 막심한 피해를 입었고 카롤루스는 전투 자체를 함구하게 하여 오랫동안 은폐하였으며, 802년까지 히스파니아에는 손도 대지 못했다. 론세스바예스 전투는 패배로 끝났지만 이는 후대에 각종 문학 작품의 소재가 된다.

#### 서남부 원정 직후

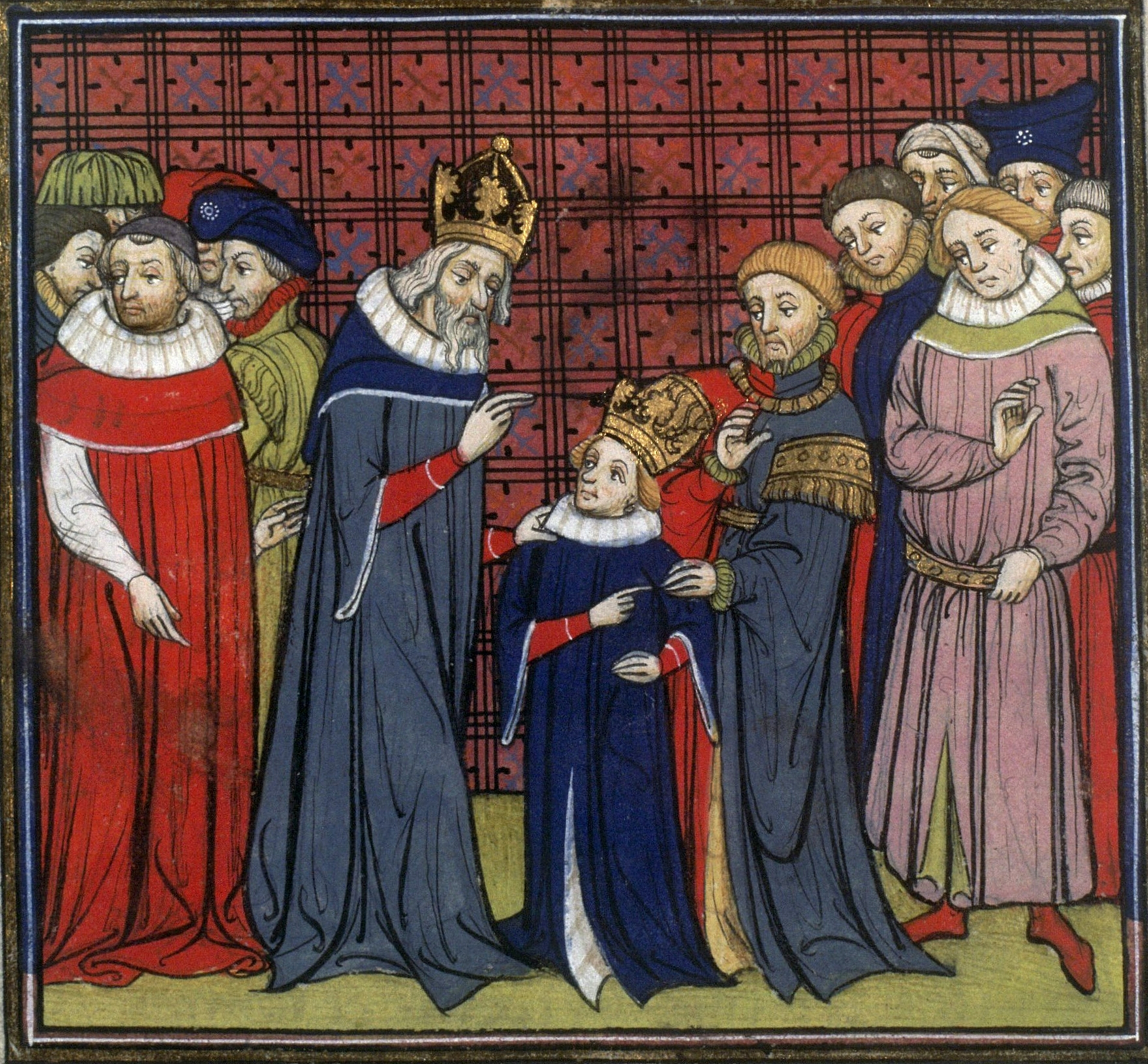
다섯째 아들 경건왕 루이를 데리고 축성받으러 가는 샤를마뉴

카롤루스가 히스파니아에서 고전하는 동안 자치권을 되찾으려는 제국 동부의, 작센족이 다시 반기를 들었다. 카롤루스는 이를 비열한 배신으로 규정하고 전면전을 선포한다. 카롤루스는 기독교로 세례를 받고 신의 이름으로 충성을 서약한 이 작센족의 저항은 정치적 배신이자 종교적 변절, 범죄로 보고 이런 범죄에는 가혹한 응징을 내릴 필요가 있다고 선언했다. 카롤루스는 18회에 걸쳐 작센으로 출정, 작센족의 반란을 평정하였다.
한편, 781년 카롤루스는 재차 로마를 방문해, 교황에게 자신의 두 아들인 피피노와 루트비히에게 축성케 하였다. 그리고 피피노와 루트비히에게 각각 롬바르드와 아키텐의 왕위를 수여하였다. 또한 동로마 제국의 콘스탄티누스 6세의 모후로서 섭정을 맡고 있던 이레네에게서 자신의 이탈리아 지배를 사실상 승인받았다. 그러나 프랑크 왕국이 787년에 동로마 제국이 다스리던 이탈리아 남부를 공격한 뒤 우호 관계는 깨어졌다.
788년 카롤루스는 튀링겐과 바이에른을 정벌, 할머니 로트루드의 친정 일족이며, 자신의 친 고종사촌이기도 한 바이에른 부족장 출신 바이에른 공작 타실로 3세를 폐위함으로써 라인강 동부에 남아 있는 게르만족 영토를 손에 넣었다. 이어 순찰사와 그라프, 변경백 등을 중앙에서 파견하여 직접 통치하였다. 게다가 아바르 왕국에 속해 있던 공국들과 도나우강 유역에 새로 건설된 슬라브계 부족 국가들도 프랑크 왕국의 종주권을 인정하고 간접 통치를 받게 되었다.
783년 왕비인 힐데가르트와 어머니 랑의 베르트라다가 연이어 죽었다. 그해 그는 파스트라다(Fastrada)와 재혼하였다. 794년 파스트라다가 죽자 그는 더 이상 재혼하지 않았다. 그러나 그에게는 여러 명의 후궁이 있었고 이름이 알려진 후궁은 7명이었다.

#### 동부 이민족과의 전쟁

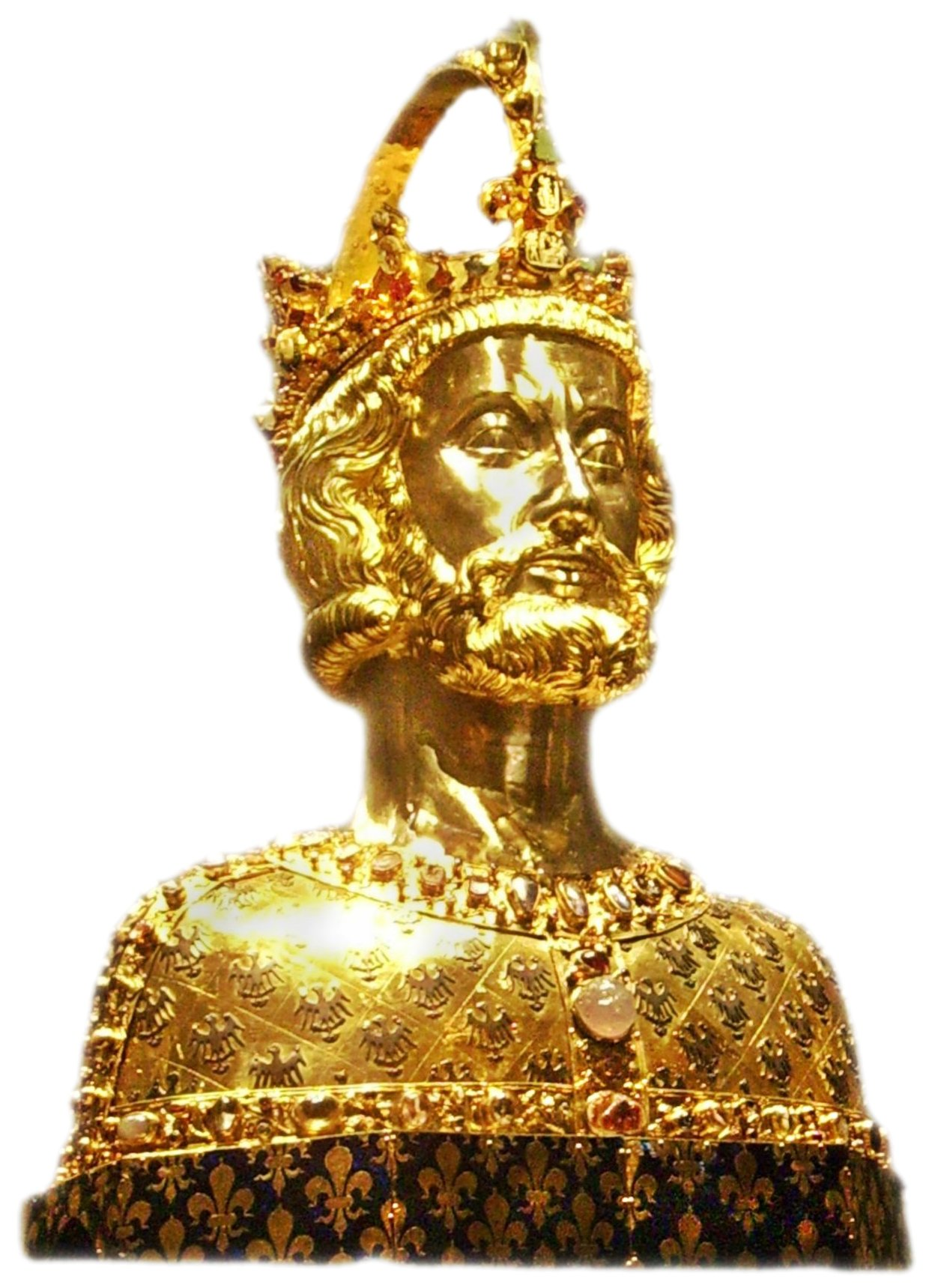
황금제 카를 대제 흉상

788년 아바르족이 제국을 침략, 헝가리와 오스트리아 북부, 프리울리, 바이에른 등 내륙까지 침입해 들어왔다. 카롤루스는 군사를 일으켜 790년까지 이들과 싸웠다. 790년 다뉴브강가에서 아바르족을 크게 물리쳐서 국경 밖으로 몰아냈지만 아바르 족이 다녀간 곳은 크게 황폐화되었다.
789년 초 카롤루스는 바이에른으로 가 할머니 로트루드의 친척이기도 한 바이에른 부족공작 타실로 3세를 비정통 통치자라고 주장하며 폐위했다. 이어 타실로를 강제로 수도원으로 보내고 직할령으로 삼았다. 이어 영지를 상속받지 못했던 청년 샤를을 네우스트리아의 왕과 마이네 백작에 봉한다. 794년에는 바이에른을 다스리던 아길롤핑 가문의 권한을 박탈한 뒤, 바이에른에 세부 행정구역으로 분할하고 행정관들을 파견하였다.
789년 오스트리아 밖에 있던 슬라브족이 작센으로 쳐들어와 엘베로 오보트리테(Obotrite)를 점령했다. 카롤루스는 즉시 군사를 이끌고 작센으로 출병하여 슬라브족을 사로잡았다. 카를은 슬라브 지도자 비젠(Witzin)을 생포하고 항복을 받아낸 뒤 그는 많은 전리품을 획득했다. 동시에 카롤루스는 이 이교도들을 기독교로 개종시키고, 선교사를 파견했다. 791년 8월에는 다뉴브강 동쪽까지 진출한 아바르족을 공략하였다. 아바르족이 건설한 쿠메오베르크 요새로 진군하자 아바르족은 초기에 백병전을 계획했지만 프랑크군의 중무장한 상태를 보고 백병전을 하다가는 경갑옷으로 무장한 자신들에게 불리하다 보고 성을 버리고 도주했다. 792년 작센족이 혼란을 틈타 반란을 일으켰지만 곧 진압하였다. 이어 말머리를 돌려 노달빙기아(Nordalbingia)와 베스트팔렌을 점령하였다. 그가 바이에른과 동북부를 정벌하러 간 사이 아들 꼽추 피핀이 귀족들과 반란을 일으켰으나 곧 진압했다. 화가 난 카를은 꼽추 피핀을 수도원에 감금해버린다.
795년 작센족이 다시 반란을 일으켰다. 카를은 일찍이 충성을 맹세했던 작센족의 분리독립 기도를 비열한 반란으로 규정하고 강경하게 진압했다. 796년 작센족이 다시 에르기난(Engrian)을 중심으로 분리독립을 기도했지만 역시 쉽게 진압한다. 796년 작센 반란을 직접 진압할 동안 프리울리 후작 에릭 등에게 군사를 주어 제국 남서부로 판노니아, 달마티아, 크로아티아를 정벌했다. 이때 크로아티아는 비체슬라프라는 부족공에 의해 통치되고 있었다. 그러나 그 해 크로아티아에서 다시 반란을 일으켜 트라사트 전투에서 이를 진압하던 프리울리 후작 에릭이 전사하고 병사를 잃어 프랑크 군대는 큰 타격을 받았다.

#### 남부 정책

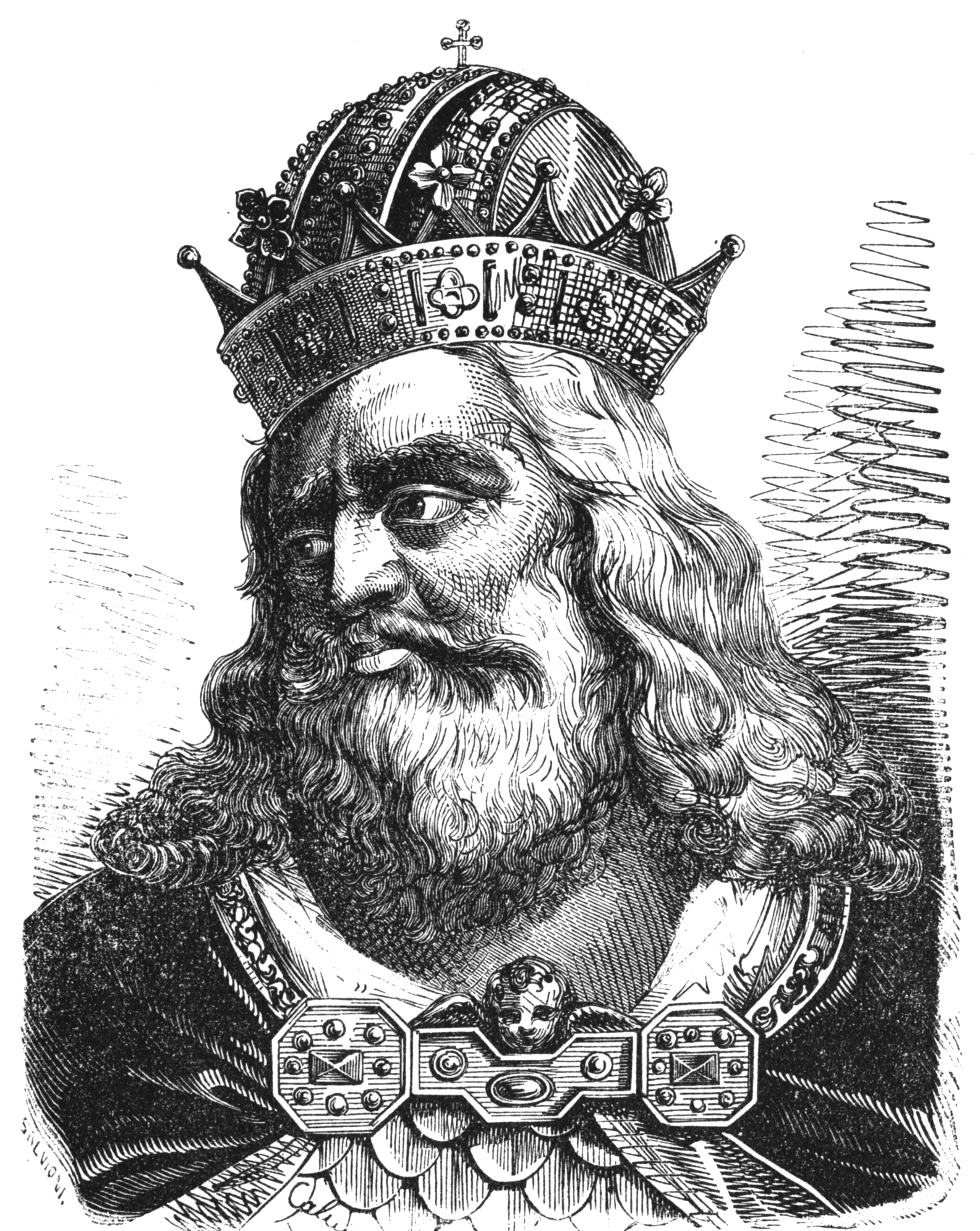
카롤루스의 초상화, 1858

아들 피피노 카를로만이 다스리던 롬바르드에 사라센이 다시 쳐들어왔다. 798년부터 799년 사라센 해적들은 코르시카와 사르디니아(Sardinia)를 침략했고, 799년에는 발레아레스 제도에도 종종 쳐들어왔다. 제노바와 토스카나의 귀족들은 이들을 막지 못한다 하여 카롤루스의 권위에 도전했다. 그는 바그다드로 사자를 보내 침략을 중단할 것을 촉구했고, 797년 바그다드의 칼리프는 하론 알 라시드와 협정을 체결한다.
히스파니아 변경에 있던 무어인들이 다시 약탈과 소란을 피웠다. 당시 아들 경건왕 루트비히가 스페인 국경을 방어하고 있었다. 785년부터 카를은 서남쪽으로도 진출하였으나 이들도 분리독립을 기도했다.
곧 군사를 보내 797년 바르셀로나를 점령했다가 다시 무어인들에게 빼앗겼다. 그러나 799년 경건왕 루트비히가 군사를 이끌고 쳐들어가, 800년부터 801년까지 대치한 끝에 801년 겨울 바르셀로나를 함락시켰다.
각지를 정벌한 카롤루스는 각 부족이 전통적으로 시행하던 부족법전을 존중하되 이를 문서로 성문화하여 각 부족의 독립성을 인정하였다. 다만 부족공이나 전통적인 부족장 대신 중앙에서 그라프, 순찰사 등의 관리를 파견, 직할통치를 하여 반란을 예방하였다. 지방봉건제도를 적극적으로 활용하여 중세 여러 봉건국가가 발전케 하였다.

### 서로마의 황제

#### 황제 즉위

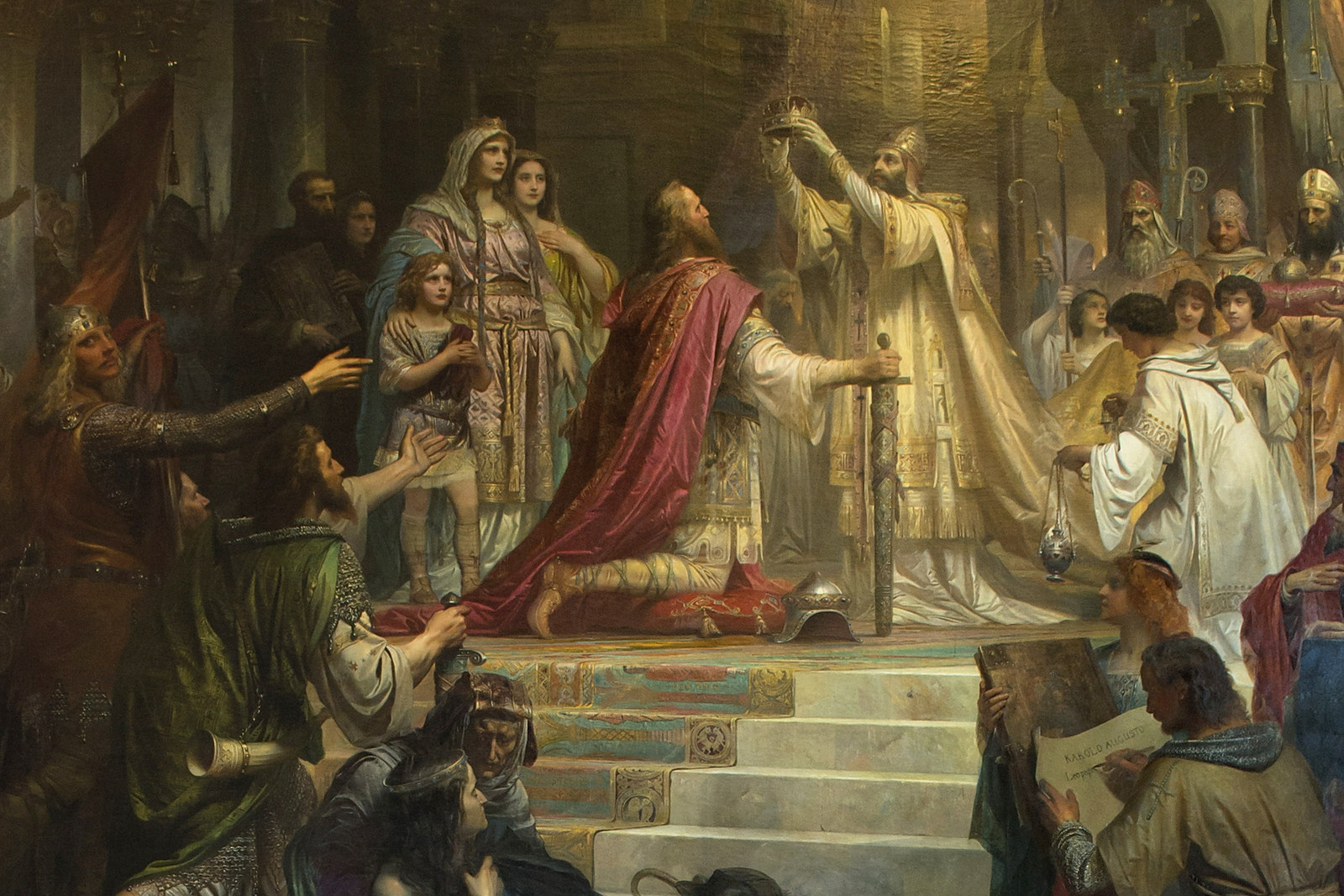
로마에서 제관 수여 장면(800년 12월 25일)

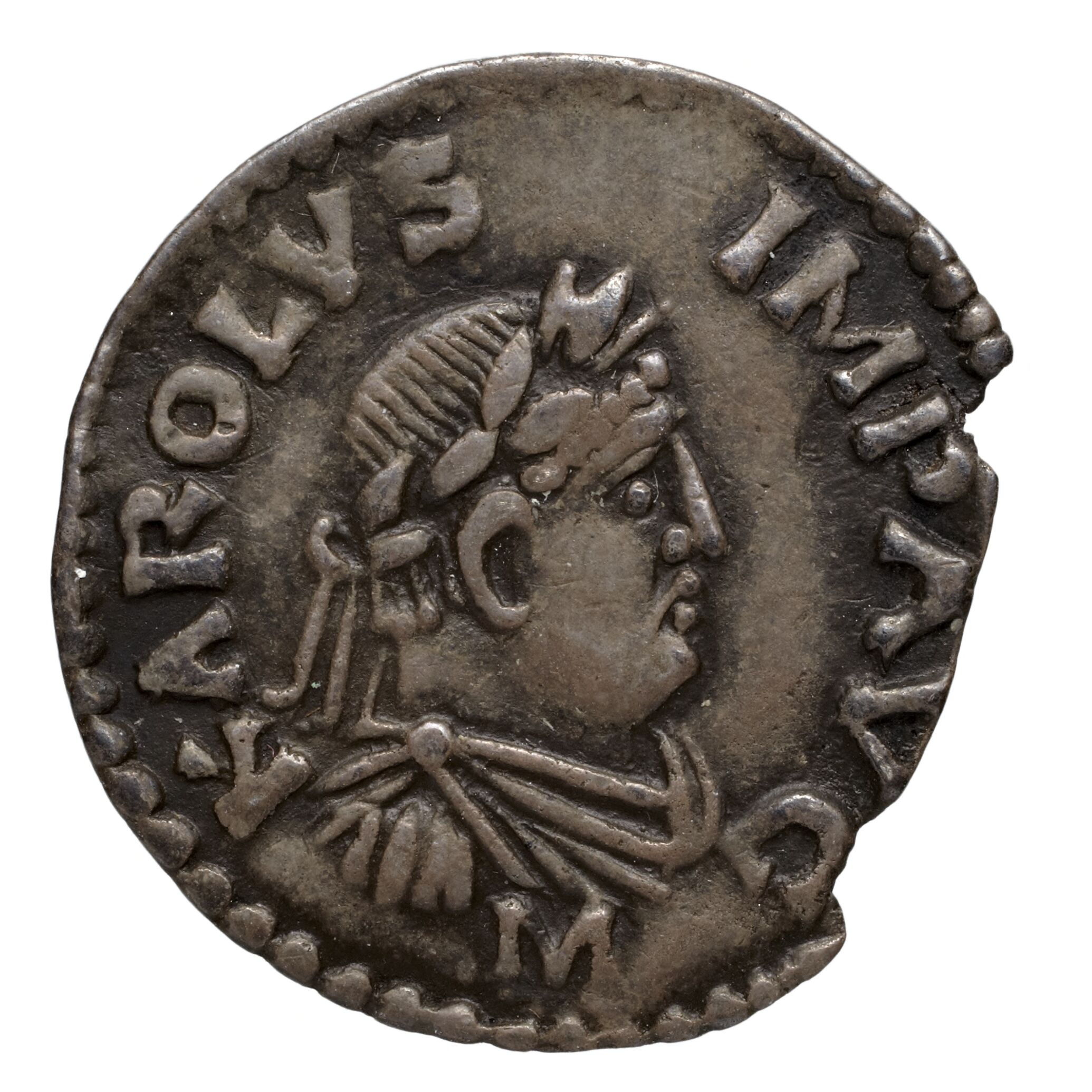
812년-814년 사이에 발행된 데나리우스 은화. KAROLVS IMP AVG라고 새겨져 있다.

799년 5월, 교황 레오 3세는 반대파들의 습격을 받자 카롤루스의 궁정으로 피신해 지원을 요청했다. 카롤루스는 교황 레오 3세에게 지원을 약속하고 호위병력을 붙여서 이탈리아로 되돌려보냈다. 서로마 제국 멸망 이후, 로마 제국의 종주권은 동로마 제국에게 있는 것으로 인식되었다. 당시 로마 가톨릭 교회는 동로마 황제의 간섭을 받고 있었고 로마 교황은 동로마 제국의 영향력에서 벗어나고자 했는데, 그 적임자로 프랑크 왕국의 카롤루스를 선택했다.
교황의 제의를 받아들인 카롤루스는 800년 11월 교황과 함께 로마로 가서 반대파를 제거하고 교황에게서 황제의 예우로 영접을 받았다. 성 베드로 성당에서 열린 성탄절 미사 때 로마인들이 샤를마뉴를 황제라고 찬양하자, 교황은 성유식을 집전하여 카롤루스에게 왕관을 씌워주고 카롤루스 아우구스투스라는 이름으로 서로마의 황제로 임명하였다. 그는 짐짓 놀라는 듯 하더니 이내 제관을 수여받았다. 이로써 서로마 제국의 부활이 선언되었으나 동로마 제국에서는 그를 황제로 승인하기를 거부했다. 나중에 812년 동로마 제국 황제인 미카엘 1세 랑가베는 카롤루스를 황제로 승인하였다. 그러나 프랑크인의 황제라 칭하여 로마 황제로 인정한 것은 아니었다.
당시까지만 해도 프랑크 왕국은 형식적으로 동로마 제국의 종주권을 인정하고 조공을 바치는 처지였다. 그러나 800년경 카롤루스 자신이 옛날 로마 제국의 서부지역을 거의 다 차지했다는 것과 동로마 제국은 황태후인 이레네가 다스리고 있다는 점이 그로 하여금 자신도 황제가 되지 못할 것이 무엇이냐는 생각을 하게 해 주었다.
카롤루스는 로마를 통치했던 동로마 제국 황제로 사실상의 최후의 로마 황제로 인식되는 유스티니아누스 대제 이후 자신이 적법한 로마 황제라고 선언하였다. 황제 즉위는 형식적인 것에 지나지 않았지만, 이는 대내외적으로 프랑크 왕국의 통치권을 분명히 하고, 로마 가톨릭 교회와의 유대를 더욱 강화하며 동시에 이후 유럽의 국가들의 이상적인 통치 방향을 제시하는 것이었다.

#### 카롤링거 르네상스

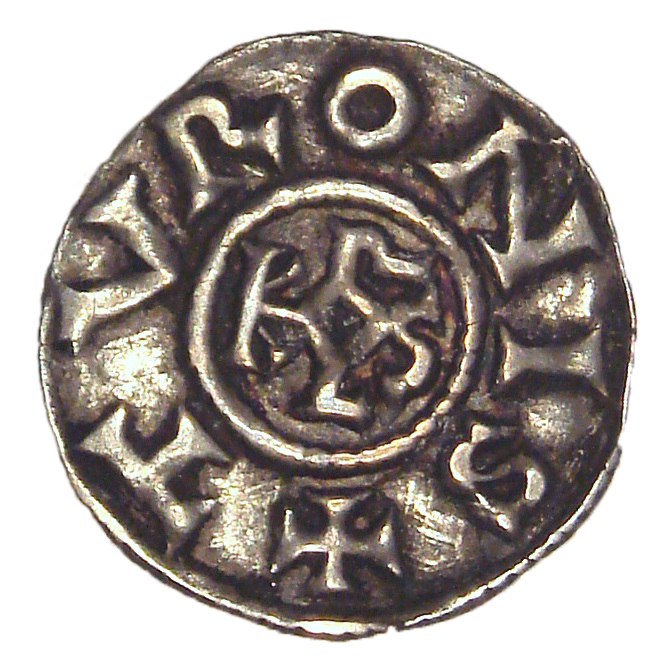
793년부터 812년 사이에 쓰인 프랑크 왕국의 동전

794년 카롤루스는 독일 북서부의 아헨에 궁정과 왕실 교회를 짓고, 이곳을 사실상의 수도로 정했다. 그는 고대 로마 제국의 위엄과 영광을 되살리고, 유스티니아누스 대제 때의 로마 제국의 번영을 부활시킬 것을 선언하고 고대의 학예부흥을 선언하였다.

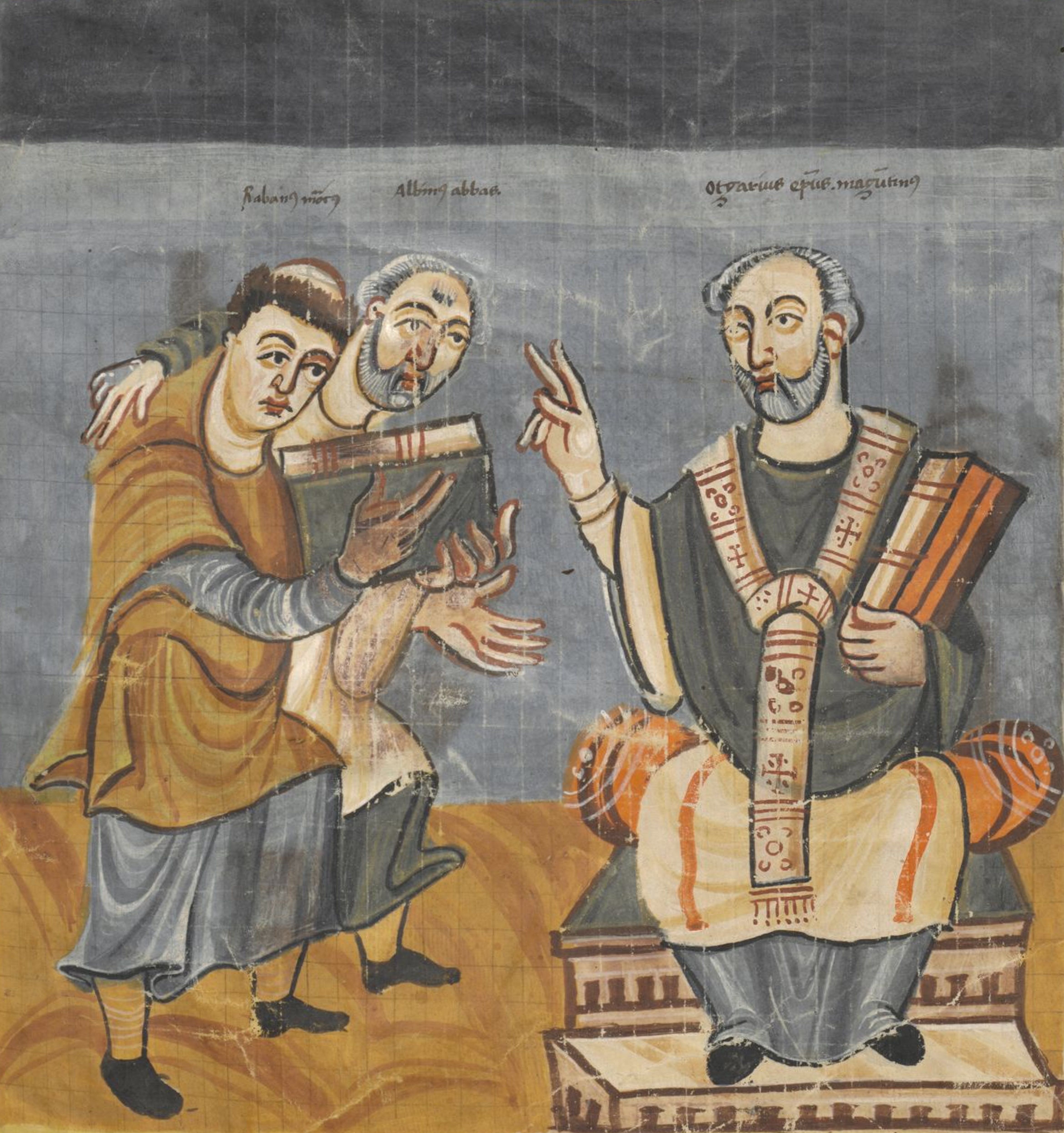
라바누스․마우루스 (왼쪽)과 앨퀸 (가운데), 마인츠의 오트가르 주교 (오른쪽)

카롤루스는 자신의 궁정을 정치와 행정 중심지뿐 아니라 문화의 중심지로 만드려는 계획을 가지고 있었다. 이에 따라 아인하르트와 영국의 앨퀸, 롬바르디아의 라바누스 마우루스 등과 같은 학자들이 아헨으로 초빙되었다. 카롤루스는 이에 힘입어 교회 신부들의 저술과 고대 작가들의 작품을 소장하는 왕실 도서관을 설립했으며, 젊은 기사들을 가르치기 위해 궁정 학교를 새로이 창설하였다. 또한 올바른 종교 관념과 도덕성을 중시했으며, 올바른 관념에 대한 왜곡을 경계하여 모든 수도원 학교와 성당 학교에 라틴어와 라틴 문학을 집중적으로 공부하라는 지시를 내리기도 하였다. 또한 알퀴누스를 비롯한 저명한 학자들을 초빙하여 교육을 전담하게 했다.
이에 따른 문화적 자부심은 791년경에 나온 《샤를마뉴의 책》 (Libri Carolini)에 잘 반영되어 있다. 이 책은 그리스인들과 교황의 전권 대사가 성상 예배를 찬성하는 니케아 공의회(787)에 대항하고, 성상 파괴령에 대해서 비판하는 내용을 실었다. 또한 아헨에 라벤나의 산 비탈레성당을 본으로 한 궁정 성당등을 건립하여 표본으로 삼기도 했다.
한편, 각 지방에서 통치자를 대리하는 사람은 백작과 후작, 주교였다. 지방관을 파견할 수 없는 지역은 백작, 후작, 주교 등에게 통치권을 일임했고, 이들과 궁정의 관계는 카롤루스의 명령에 따라 각지를 돌아다니는 사절들을 통해 유지되었다. 왕의 사절단은 대개 2,3명이 한 조를 이루었는데 관리와 고위 성직자로 이루어지는 경우가 많았다. 이에 따라 전례를 깨고 왕의 명령을 글로써 포고하였다.
카롤루스는 다양한 민족과 부족의 전통적 권리를 원칙적으로 존중했고, 황제가 된 뒤에는 그 전통적 권리를 기록하게 했다. 프랑크 왕국의 법령집은 여러 작은 부족의 율법을 반영하여 수정하고, 가장 다양한 방면에 적용시켜, 모든 계층에게 내려진 특수한 법령이기도 했다.

#### 덴마크의 해적

샤를마뉴의 서명

카롤루스가 살아 있을 때 이미 해안은 노르만족의 위협을 받고 있었고, 제국의 동남부는 헝가리인, 마자르족, 슬라브족 등의 침략이 계속되었다. 또한 내부에서는 독립하려는 다른 게르만 부족들의 반란도 수시로 터졌다. 792년 노달빙기아를 정복 한후, 프랑크 왕국의 국경은 스칸디나비아반도와 접경하게 됐다. 스칸디나비아반도에 있던 덴마크인과 핀란드인들은 카롤루스가 각지를 정복한 뒤 이상한 종교로 세뇌한다는 소문을 듣고 분노와 공포감을 품게 된다.
말년에 이르자 카롤루스의 제국도 조금씩 쇠퇴해가고 있었다. 신권이 날로 성장하였으며, 방대한 영토를 관리할 경제적 여건이 갖춰지지 않았다. 그리하여 노르만족 등 북방의 새로운 부족들이 해안을 자주 침공하였다.
808년 덴마크의 왕 고드프리(Godfred)는 덴마크를 보호할 생각으로 다네비르케(Danevirke) 지협에서 슐레스비히에 이르는 지역에 장성을 쌓았다. 다네비르케 장성을 거의 다 쌓았을 무렵 덴마크의 해적이 프랑크 왕국의 영토인 프리슬란트와 플랑드르를 습격하고 돌아갔다. 고드프리는 프리슬란트 침공으로 프랑크 족의 침략이 두려워서 프랑크 왕국을 방문했다가 아헨에서 갑자기 살해당하고 만다. 출병을 계획한 카롤루스는 계획을 취소했다. 고드프리의 조카이자 계승자인 헤르만은 811년 하순 프랑크 왕국을 방문하여 힐리겐 조약을 체결한다.

#### 아바르족 정벌
샤를마뉴는 791년 8월부터 아바르족에 대한 공략을 계속하였다. 795년과 796년에는 아바르족이 판노니아 평원에 건설한 링 성곽을 공략, 이때 중무장한 기갑병을 대동하였는데, 경무장이던 아바르족은 백병전을 계획했다가 취소하고 도주했다. 795년과 796년에는 그의 아들 피피노 카를로만이 아바르족이 판노니아 평원에 만든 도시인 링을 공격하여 함락시켰다. 이때 피피노 카를로만은 아바르족이 게르만 민족의 대이동의 혼란기부터 약탈로 모은 재물과 보석을 전부 탈취하고 돌아왔다.
샤를마뉴는 군사를 보내 판노니아족을 계속 공략하게 했다. 결국 803년 아바르족의 칸 조던은 항복을 결정, 프랑크 왕국의 수도 아헨을 방문하고 샤를마뉴의 신하임을 맹세했다. 조단은 그리스도교 세례를 받아 테오도르라는 세례명을 받아 되돌아갔다. 이후 아바르족을 판노니아 평원의 서부로 이주시키고 전부 그리스도교로 개종시키게 된다.

### 말년

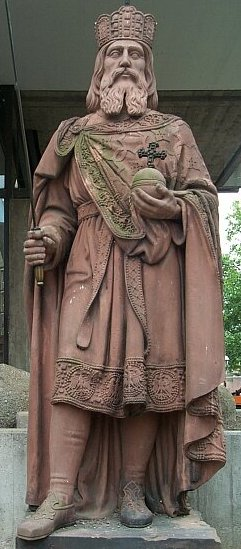
프랑크푸르트에 세워진 카롤루스의 동상

803년에는 판노니아 밖에 있던 크로아티아 부족장 비체슬라프(Visheslav)를 비롯한 크로아티아의 부족장들이 자발적으로 귀순해왔다.샤를마뉴는 그 중 비체슬라프를 크로아티아 공작으로 임명해 이들을 다스리게 하고 사실상의 자치권을 인정해준다.
806년 카롤루스는 프랑크의 관습대로 제국을 분할해 모든 아들들한테 나누어줄 계획을 세웠지만, 둘째 아들 피피노 카를로만이 밀라노에서 사망한 뒤, 셋째 아들 소 샤를, 첫째 아들 피핀 4세 등이 연이어 죽자 813년 아헨의 법정에서 살아남은 아들 경건왕 루트비히 1세를 합법적인 후계자로 선언한 뒤, 그 해 경건왕 루트비히 1세를 공동 황제로 대관식을 하고 유일한 후계자로 확정한 뒤, 아키텐으로 되돌려보냈다. 아들 루트비히를 아헨으로 소환했고, 11월 1일 아헨으로 되돌아올 때까지 사냥을 다녔다.
그는 평소 늑막염과 깊은 우울증으로 고생하였다. 이후 아헨으로 은퇴하여 여생을 보내다가 1월 22일 병석에 누웠다. 814년 1월 28일 아헨의 궁전에서 늑막염 및 우울증 등의 합병증으로 세상을 떠났다. 아헨의 한 성당 지하에 매장되고, 이후 오랫동안 잊혀졌다가 11세기 경 아헨 백작 오토에 의해 발견되었다. 그의 능은 성역화되어 프리드리히 2세에 의해 재정비되었다가 뒤에 대공위 시대에 실전, 19세기에 재발굴되었다.

### 사후의 영향력
카롤루스 대제가 죽자 프랑크 왕국은 급속히 쇠퇴하기 시작했다. 남족은 이슬람 세력이 지중해의 제해권을 장악했고, 북쪽으로는 바이킹족이 수시로 침공해 왔으며, 동쪽으로부터는 기마 민족인 마자르족의 침공이 잦았다. 그러나 그의 후계자들 중 이를 제대로 방어한 인물은 드물었다.
40년간의 치세 기간 중 주변의 국가를 정복하여 거의 대부분의 게르만 족과 갈로 로망족을 하나의 국가, 하나의 종교로 통일하는데 성공한다. 이는 후대의 작가들에 의해 많은 낭만적인 작품과 무훈시, 희극의 소재가 되었다. 또한 유럽을 형성하는 3대 문화 요소인 고전 문화, 그리스도교, 게르만 민족 정신을 그가 완전한 통합을 이루었다고 보기에 후대의 유럽의 각 국가들은 카롤루스에게서 그 전통, 정통성을 찾으려 하였다.
그의 사후 프랑크 왕국은 3대 로타르 1세 대에 이르러 3개로 분열 되었다. 그 뒤 884년 뚱보왕 카롤루스가 일시적으로 재통일했지만 바이킹, 마자르 등의 침략을 막아내지 못하고 결국 제국은 붕괴되고 만다. 그러나 그의 영향력은 여전히 남아있었다. 신성 로마 제국의 오토 1세는 스스로 카롤루스의 계승자라 자처했으며, 교황 파스칼리스 3세는 프리드리히 1세의 요청으로 1165년에 카롤루스를 성인으로 추증(追贈)했다. 프리드리히 2세는 그의 묘소를 단장하고 그의 석관을 금으로 장식하기도 했다. 또한 프랑스에서도 필리프 2세가 카롤루스를 기리는 전통을 되살리는 명을 내리기도 하였다.
이후 그는 중세 유럽과 르네상스 시대의 각종 민담과 문학, 작품의 소재가 되기도 했다. 《롤랑의 노래》와 같은 민간의 전설이나 시가 문학에서도 카롤루스가 등장하며, 오늘날 서유럽의 기반을 닦은 왕으로 묘사되기도 한다.

## 개인 기록

### 탄생일과 탄생장소
일반적으로 카롤루스의 탄생년은 740년 또는 742년으로 알려져 있으나 다른 설도 있다. 742년에 태어났다는 기록은 그가 죽은 후에 기록되었다. 또 다른 설은 747년 4월 2일에 태어났다는 것인데 공교롭게도 그 날이 부활절이라는 것이다. 이 때문에 논란의 여지가 있었으나 그 날이 부활절이란 기록이 전혀 없으며 그저 카롤루스를 기리기 위해 생겨난 것이라는 추측이 뒤따르고 있을 뿐이다.
어떤 논평자들은 그가 748년에 태어났다는 기록에 중심을 두고 있기도 한다. 하지만 오늘날 카롤루스의 정확한 탄생을 계산하는 것은 불가능하며 그나마 가장 신빙성 있는 추측이 747년 4월 1일 또는 15일 이후 아니면 748년 4월 1일이다.
카롤루스는 메로빙거 왕조와 카롤링거 왕조가 생겨난 에르스탈에서 태어났으며 7살이 될 무렵 유필레로 이사하였다. 그가 프럼, 듀렌, 가우팅, 아헨으로 이사했다는 설도 있으나 대부분의 역사책에서는 유필레로 기록되어있다.

### 사용한 언어

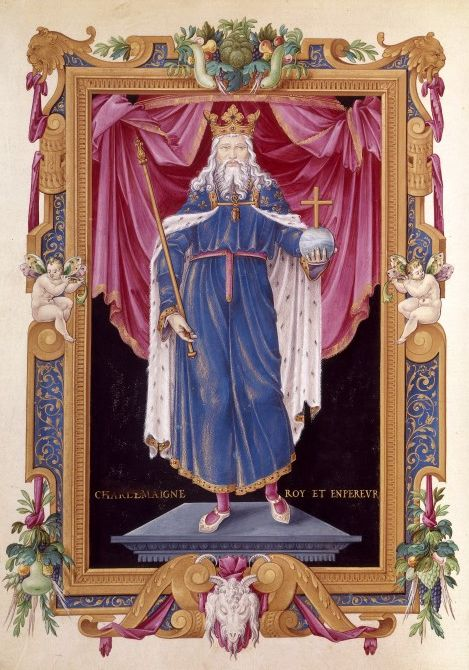
카롤루스(15세기 프랑스 작품)

카롤루스가 사용한 모어는 여러 가지 논란이 있다. 리프리안 프랑크의 독일 사투리를 썼다는 설도 있으나, 언어학자들은 그의 신원과 연대를 보면 다르다고 한다. 일부 언어학자들은 그가 고대 프랑크 왕국이 멸망한 때인 742년(또는 747년)에 태어났다는 이유로 고대 프랑크어를 쓰지 않았다고 주장할 정도다. 그외 카롤루스는 모어뿐만 아니라 라틴어도 능숙하게 구사할 수 있었으며 그리스어도 어느 정도 구사할 수 있었다.

### 외모
카롤루스가 살던 시기에 쓰인 그의 외모에 대한 기록은 없지만 위대한 카롤루스의 삶(Vita Karoli Magni)을 쓴 아인하르트는 제 27장에서 그에 대해 상세히 썼다. 아인하르트에 의하면 그는 키가 191cm 가량의 장신이라 한다.
| “ | 7피트에 달하는 장신에 매우 튼튼한 체격과 강한 힘을 지니고 있었다. 크고 또렷한 눈에 코는 보통 사람보다 약간 컸으며 흰머리지만 여전히 매력적인 머리칼을 가지고 있었다. 밝고 명랑한 목소리를 내서 청명한 느낌을 주었으며 보통 남자의 목소리보단 조금 더 높은 음을 내었으며 짧고 굵은 목에 조금 배가 튀어나왔다. 카롤루스는 몇 년간 몸살 때문에 운동을 못했지만 그 이전엔 즐겨했다. 카롤루스는 의사들의 조언을 거부하면서 자신이 하고 싶은 일은 끝까지 매달려 하고야 말았다. 그는 의사를 매우 혐오했는데, 그 이유는 의사들이 고기를 구워서 먹지 말고 삶아서 먹으라는 조언을 계속해댔기 때문이다. | ” |

아인하르트의 묘사는 루브르 박물관에 전시된 카롤루스의 얼굴이 새겨진 화폐와 8인치짜리의 동상을 보면 이와 일치한다. 또한 카롤루스 카롤루스가 7피트(현재 단위로 환산하면 6피트 3인치, 즉 190.50센티미터)에 이르는 장신이라는 것도 그리 부풀려 진 것이 아니다. 21세기 기준으로도 장신이고, 영양 상태가 좋지 못해 성인 남성 평균 신장이 160cm에 채 미치치 못했던 8세기경 기준으로 보면 말 그대로 거인이다. 1861년 고고학자들과 과학자들이 카롤루스의 무덤을 열어 뼈를 다시 맞추어 본 결과 카롤루스의 키는 정확히 74.9인치(190센티미터)였다.

### 의상

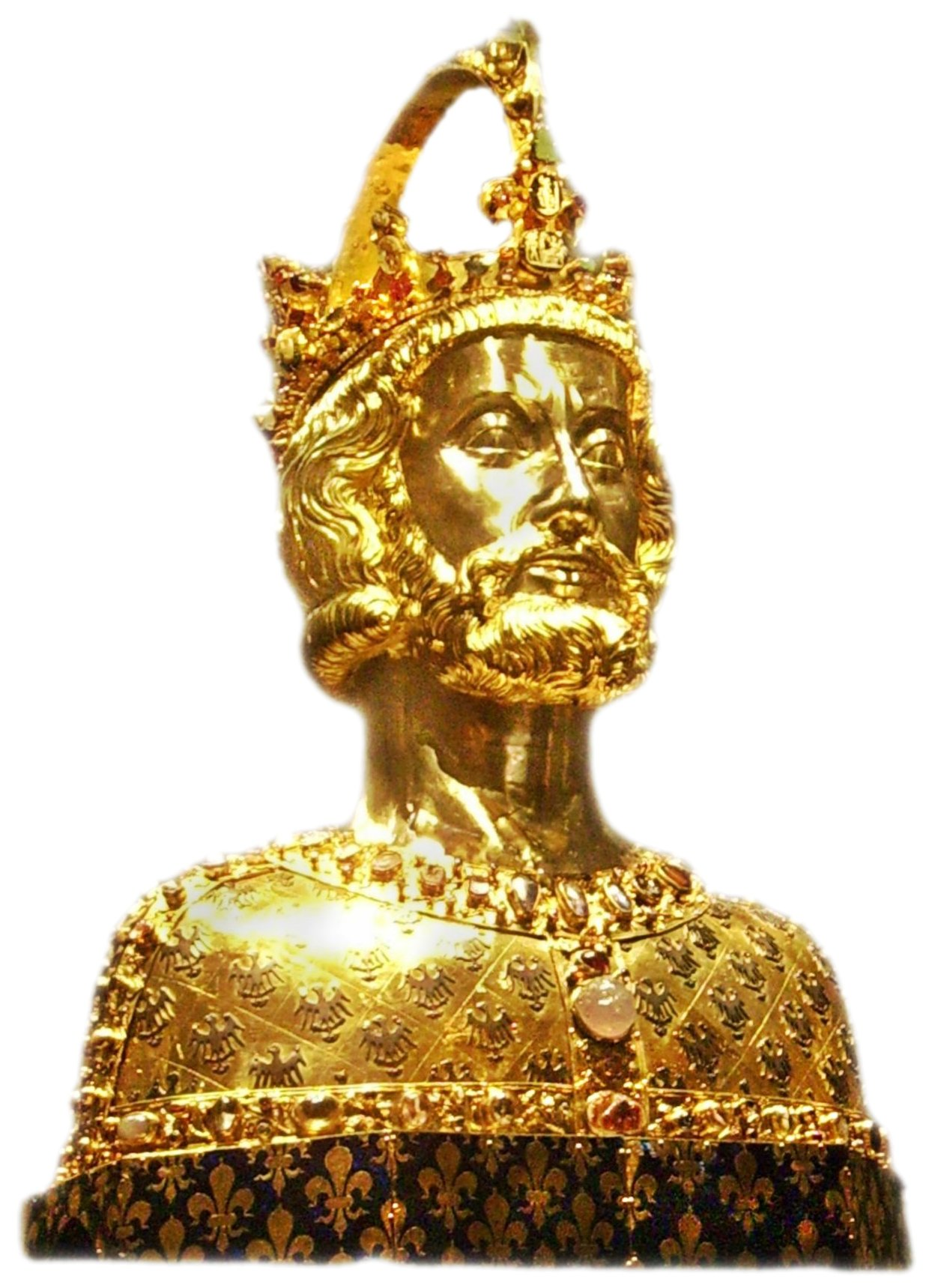
카롤루스의 흉상

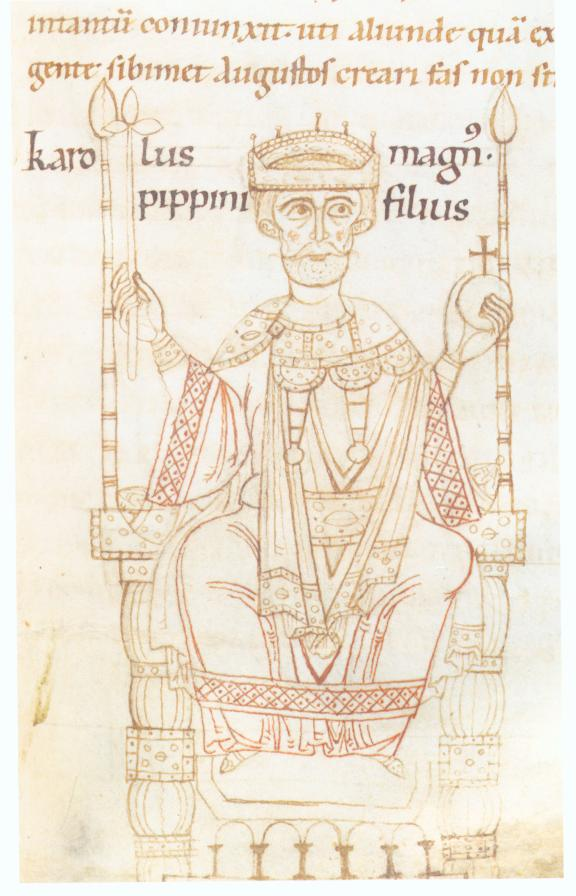
1112년/1114년에 독일에서 그려진 샤를마뉴의 초상화

아인하르트의 글에 따르면 카롤루스는 화려하고 귀족적인 것과는 거리가 먼 프랑크족의 전통의상을 입었다고 한다.
| “ | 대제는 한 마디로 말해 프랑크족의 전통의상을 입었다. 리넨섬유의 셔츠와 바지, 그 위에 실크로 만든 가두리 장식의 튜닉을 걸쳤으며 또 벨트를 차고 있었고 추위에 대비해 수달가죽과 담비가죽으로 만든 코트를 몸에 꼭 맞게 입고 있었다 카롤루스 대제는 파랑망토를 매고 항상 칼을 차고 다녔다. 대개 그 칼자루에는 금이나 은 장식이 박혀있었는데 대제는 연회를 열 때나 사절단을 환영할 때만 화려한 칼들을 찼었다. 대제는 아무리 그 옷이 멋지고 화려하더라도 외국의상이라면 무조건 경멸했다. 또 그런 옷들을 전리품으로 수집하는 것도 금지했다. 대제가 외국의상을 입은 적은 딱 두 번인데, 한 번은 교황 아두리아누스의 요청으로, 또 한 번은 아두리아누스 교황의 다음인 교황 레오를 기쁘게 하려고 로마양식의 신발, 튜닉과 망토를 입었다. | ” |

카롤루스는 꼭 필요한 때가 아니면 화려한 의상을 입지 않았는데, 그가 그러한 의상을 입을 때는 연회나 사절단 환영회 같은 행사가 있을 때뿐이었다. 그 날에는 자수와 보석이 박힌 옷과 신발을 신고 황금색 단추가 달린 망토를 걸치고 왕관을 썼는데, 아인하르트가 언급했듯이 그는 그런 의상을 싫어했다. 평소 카롤루스는 평범한 사람들처럼 수수한 의상을 입었다고 한다.

## 12명의 팔라딘
카롤루스는 교황을 보호한다는 아버지의 정책을 따라 이탈리아로 향해 진격했었는데, 이때 당시 12명의 팔라딘과 함께 갔다고 한다. 팔라딘의 본래 뜻은 카롤루스의 측근이자 그를 보호하는 용사라는 뜻이다. 광란의 오를란도에서는 브라다만테라는 여성 팔라딘이 12팔라딘 중 하나로 등장하는 등 그 구성하는 인물들은 작품들마다 다르다.
1. 아스톨포(Astolpho)
2. 페룸부라(Ferumbras or Fierabras)
3. 플로시마르(Florismart)
4. 가넬롱(Ganelon) - 롤랑을 배신하여 단테의 신곡에서 지옥에 떨어진 것으로 묘사된다.
5. 마우그리스(Maugris)
6. 나모(Namo or Nayme)
7. 오지에 르 단와(Ogier the Dane)
8. 올리비에(Oliver)
9. 오투엘(Otuel)
10. 리날도(Rinaldo)
11. 롤랑(Roland)
12. 공석 - 이 자리에는 여러 가지 논란이 있는데, 카롤루스 자신이라는 말도 있으며 그외 다른 인물들 중 한 명이라는 설도 있다.

## 가계

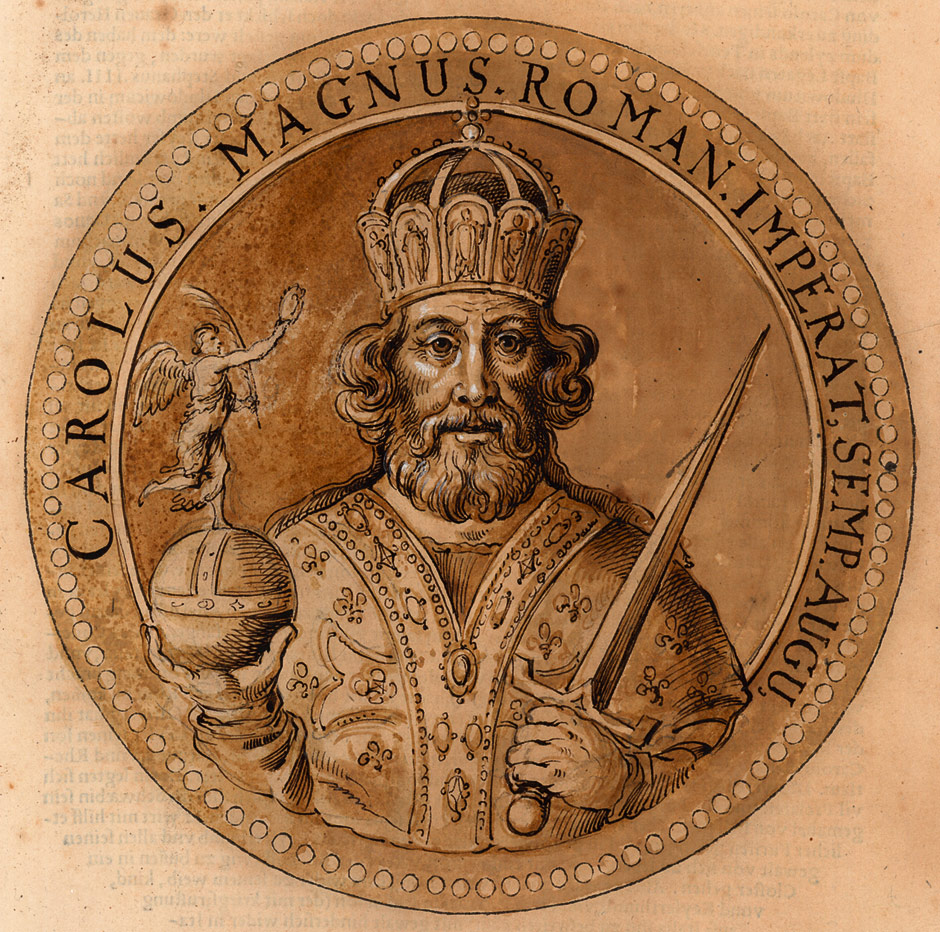
샤를마뉴

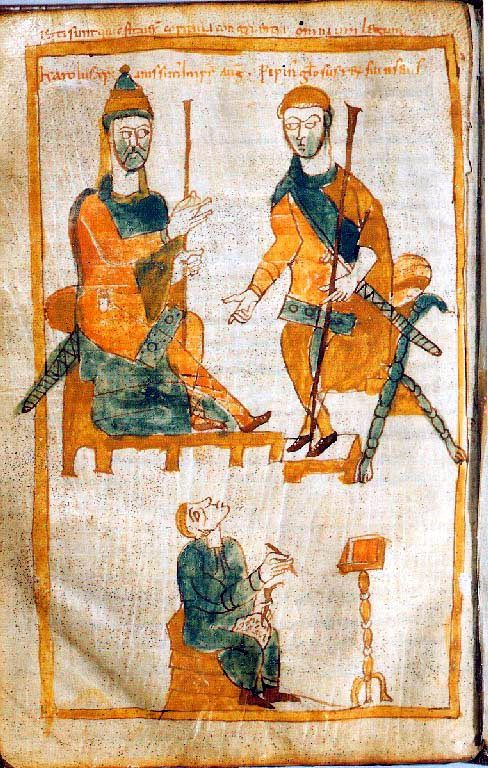
샤를마뉴와 그의 장남 곱사등이 피핀(오른쪽), 사관 (가운데 아래)

후궁이었다가 왕비로 승격한 힐데가르트, 파스트라다 외에도 그에게는 여러 명의 후궁이 있었으며, 그 중 7명의 후궁의 존재가 전한다.
- 할아버지 : 카를 마르텔(Karl Martell, 680 ~ 741)
  - 백부 : 카를로만 1세(Carloman, 710 ~ 757)
    - 사촌 형 : 드로고 2세

  - 이복 숙부 : 그리폰
  - 이복 숙부 : 베른하르트
  - 고모 : 베르타
  - 고모부 : 오툉의 테오도리히
    - 고종사촌 : 윌리엄 드 툴루즈
- 부왕 : 피핀 3세(715 ~ 768)
- 모후 : 레온의 베르타(Bertha of Leon 큰 발이라는 별칭이 있었음, ? ~ 783)
  - 동생 : 카를로만 2세(750년 6월 24일 ~ 771년 11월 30일)
  - 제수 : 게르베르가(Gerberga, 랑고바르트의 왕 데시데리우스의 딸)
  - 여동생 : 베르타(Bertha)
  - 여동생 : 기셀라(Gisela, 757년 - 810년)
- 처 : 이멜트루다
  - 장남 : 곱사등이 피핀(768? - 811)
  - 장녀 : 아말트루드(Amaudru, 770년 - ?)
- 처 : 데시데리아, 랑고바르트의 왕 데시데리우스의 딸
- 처 : 힐데가르트 드 빈츠가우(Hildegard, 750? ~ 783)
  - 차남 : 피핀 카를로만 또는 피피노(771년~810년 7월 4일, 이탈리아의 왕)
  - 삼남 : 청년왕 샤를(772년~811년 11월 30일), 프랑크의 샤를 2세, 소샤를이라고도 부름
  - 딸 : 아델라이드(Adalhaid, 773년 - 774년)
  - 딸 : 로트루드(Rotrude, 775년 - 810년 6월 2일)
  - 사남 : 이름 미상
  - 오남 : 로타르(Lothar, 778년-779년/780년 2월 6일, 루트비히 1세의 쌍둥이 형)
  - 육남 : 루트비히 1세(778년-840년 8월 16일), 신성로마황제(814-840), 동프랑크의 왕(814-840), 경건왕(자비왕)
  - 딸 : 베르타(Bertha, 779년 - 823년, 샤를마뉴의 궁정시인 앙겔베르트와 결혼)
    - 외손 : 니타르트

  - 딸 : 기셀라(Gisela, 781년 - 808년)
  - 딸 : 힐데가르트(Hildegarde, 783년, 그해 요절)
- 처 : 파스트라다(Fastrada, 783년 재혼, ? - 794년), 후궁에서 정궁으로 승격된 것임
  - 딸 : 테오도라다(Theodrada, 784년 - 849년 1월 5일)
  - 딸 : 힐트루드(Hiltrude, 787년 - ?)
- 처 : 루이트가르트(Luitgard, ? - 800), 794년 재혼, 자녀 없음
- 첩 : 게르수니다(Gersuinda)
  - 서녀 : 아달트루드(Adaltrude, 774년 -)
- 첩 : 마델가르트(Madelgard)
  - 서녀 : 로우하이트(Ruodhaid, 775년 - 852년 3월 20일)
- 첩 : 비엔나의 아말트루드(Amaltrud of Vienne)
  - 서녀 : 알페다(Alpaida, 794년 - ?)
- 첩 : 레지나(Regina, 780년 - ?)
  - 서녀 : 레지나(Regina)
  - 서자 : 드로고 주교(Drogo, 800년? 6월 13일 ~ 855년 12월 4일)
  - 서자 : 후고 주교(Hugho, 801년?~ 844년 7월 16일)
- 첩 : 에틸린드(Ethelind)
  - 서자 : 리치보드(Richbod, 805년 1월 1일 - 844년 1월 1일)
  - 서자 : 테오도리히(Theodoric, 807년 - 819년)

## 같이 보기
- 카롤링거 왕조
- 카롤링거 제국
- 카롤링거 르네상스
- 세례
- 피핀 3세
- 카를로만 2세
- 카를로만 1세
- 오토 1세
- 아키텐
- 투르-푸아티에 전투
- 교황령

## 관련 문헌
- 패트릭 기어리, 《메로빙거 세계-한 뿌리에서 나온 프랑스와 독일》 (이종경 옮김, 도서출판 지식의 풍경, 2002)
- 토마스 불핀치, 《샤를마뉴 황제의 전설》 (이성규 옮김, 범우사, 1998)